# (73422) 2002 LY38
(73422) 2002 LY38 – planetoida z pasa głównego asteroid okrążająca Słońce w ciągu 5,37 lat w średniej odległości 3,06 j.a. Odkryta 7 czerwca 2002 roku.